# 鞠彭
鞠 彭（きく ほう、生没年不詳）は、五胡十六国時代前燕の人物。東萊郡の出身。西晋の東萊郡太守鞠羨の子。

## 生涯
永嘉元年（307年）2月、父の鞠羨は東萊郡太守として、征東大将軍を自称して青州・徐州一帯を荒らしていた王弥討伐に当たっていたが、敗北して戦死した。
やがて、青州刺史苟晞により、鞠彭は東萊郡太守に任じられた。
前趙の青州刺史曹嶷が襲来すると、幾度となく会戦を繰り広げた。曹嶷の勢力は鞠彭を上回っていたが、鞠彭はよく人心を得ており、その兵は死力尽くして奮戦したので、曹嶷は破る事が出来なかった。
大興2年（319年）12月、鞠彭は嘆息して「今、天下は大乱にあり、強者こそが英雄である。曹嶷もまた同郷であり、互いに助け合うべきである。支えさえあれば民衆を統治する事も出来るであろうに、どうしてこれと争って民衆の肝脳を地に塗れさせてしまっているのか。我がここを去れば、禍は止むであろう」と述べ、争うのを止めようとした。郡の人はこれに反対し、鞠彭に献策して曹嶷との戦いを続けるよう勧めた。だが、鞠彭はこれを容れず、ただ郷里の数千人を連れ、海を北に渡って平州刺史崔毖の下へ赴いた。だが、崔毖が既に高句麗へ亡命していた事を知ると、慕容部の大人慕容廆に帰順した。慕容廆は彼を迎え入れ、参龍驤軍事に任じた。
その後、楽浪郡太守に任じられた。
咸康4年（338年）5月、後趙の石虎が前燕征伐の兵を挙げると、楽浪では領民全員が後趙に寝返ったので、鞠彭は二百人余りと共に棘城へ帰還した。棘城には数十万の兵が四方から襲来したが、鞠彭は壮士数百人を選抜すると、棘城を固く守って奮戦した。やがて後趙軍が撤退すると、大いに賞賜を加えられた。
やがて宦官の最高位である大長秋に任じられた。
元璽4年（355年）11月、子の鞠殷が東萊郡太守に任じられると、鞠殷へ書を送り「王弥・曹嶷には必ずや子孫がいるであろう。汝はこれを招いて善く慰撫し、旧怨によって長乱の原因とならぬようにせよ」と戒めた。鞠殷は赴任すると、父の勧めに従って王弥の従子の王立と曹嶷の孫の曹巌を山中より探し出し、これと面会して交流を深めた。鞠彭もまた使者を派遣して車馬衣服を彼らに贈った。これにより、郡の民衆は安寧を得る事が出来たという。